# Ţālesh Sarā
Ţālesh Sarā (persiska: طالش سرا) är en ort i Iran.   Den ligger i provinsen Mazandaran, i den norra delen av landet, 140 km nordväst om huvudstaden Teheran. Ţālesh Sarā ligger 218 meter över havet och antalet invånare är 130.
Terrängen runt Ţālesh Sarā är kuperad åt nordost, men åt sydväst är den bergig. Runt Ţālesh Sarā är det ganska tätbefolkat, med 116 invånare per kvadratkilometer. Närmaste större samhälle är Tonekābon, 16,9 km öster om Ţālesh Sarā. I omgivningarna runt Ţālesh Sarā växer i huvudsak blandskog.